# Festival Internacional de Cinema de Locarno
O Festival Internacional de Cinema de Locarno (oficialmente em inglês Locarno Film Festival) é um festival de cinema que ocorre anualmente na cidade de Locarno (Suíça italiana) desde 1946, sendo um dos mais importantes e antigos festivais de cinema do mundo.
O principal prémio é o Leopardo d'oro (Leopardo de Ouro) e é atribuído à categoria de Melhor Filme. Outros prémios incluem o Leopardo de Honra para a carreira dos realizadores e o Prix the Public UBS para a escolha do público.

## Vencedores do Leopardo de Ouro
Nos primeiros dois anos o prémio era conhecido por Melhor Filme. Depois por muitos anos o prémio passou a chamar-se de Grande Prémio. O filme vencedor de 1959 recebeu o prémio de Melhor Realização. Houve ainda outra alteração de nome durante muitos anos para "Navegador de Ouro". Desde 1968 até ao momento este Prémio é conhecido por "Leopardo de Ouro".
| Ano  | Filme                                   | Título original                            | Realizador                | País                              |
| ---- | --------------------------------------- | ------------------------------------------ | ------------------------- | --------------------------------- |
| 1946 | And Then There Were None                |                                            | René Clair                | Estados Unidos                    |
| 1947 | Silence Is Golden                       | Le silence est d'or                        | René Clair                | França / Estados Unidos           |
| 1948 | Germany Year Zero                       | Germania, anno zero                        | Roberto Rossellini        | Itália / França / Alemanha        |
| 1949 | The Farm of Seven Sins                  | La ferme des sept péchés                   | Jean-Devaivre             | França                            |
| 1950 | When Willie Comes Marching Home         |                                            | John Ford                 | Estados Unidos                    |
| 1951 | Não houve Festival                      |                                            |                           |                                   |
| 1952 | Hunted                                  |                                            | Charles Crichton          | Reino Unido                       |
| 1953 | Julius Caesar                           |                                            | David Bradley             | Estados Unidos                    |
| 1953 | Glinka                                  | Kompozitor Glinka                          | Grigori Aleksandrov       | União Soviética                   |
| 1953 | The Glass Wall                          |                                            | Maxwell Shane             | Estados Unidos                    |
| 1954 | Prince Bayaya                           | Bajaja                                     | Jiří Trnka                | Tchecoslováquia                   |
| 1954 | Gate of Hell                            | Jigokumon                                  | Teinosuke Kinugasa        | Japão                             |
| 1954 | The Sheep Has Five Legs                 | Le mouton à cinq pattes                    | Henri Verneuil            | França / Estados Unidos           |
| 1954 | Wild Fruit                              | Les fruits sauvages                        | Hervé Bromberger          | França                            |
| 1954 | Rotation                                |                                            | Wolfgang Staudte          | Alemanha Ocidental                |
| 1955 | Carmen Jones                            |                                            | Otto Preminger            | Estados Unidos                    |
| 1955 | The Emperor's Nightingale               | Cisaruv slavík                             | Jiří Trnka, Miloš Makovec | Tchecoslováquia                   |
| 1956 | Não houve Festival                      |                                            |                           |                                   |
| 1957 | The Outcry                              | Il grido                                   | Michelangelo Antonioni    | Itália / Estados Unidos           |
| 1958 | Ten North Frederick                     |                                            | Philip Dunne              | Estados Unidos                    |
| 1959 | Killer's Kiss                           |                                            | Stanley Kubrick           | Estados Unidos                    |
| 1960 | Bell' Antonio                           | Il bell'Antonio                            | Mauro Bolognini           | Itália                            |
| 1961 | Fires on the Plain                      | Nobi                                       | Kon Ichikawa              | Japão                             |
| 1962 | The Winner                              | Un coeur gros comme ça                     | François Reichenbach      | França                            |
| 1963 | Transport from Paradise                 | Transport z ráje                           | Zbyněk Brynych            | Tchecoslováquia                   |
| 1964 | Black Peter                             | Černý Petr                                 | Miloš Forman              | Tchecoslováquia                   |
| 1965 | Four in the Morning                     |                                            | Anthony Simmons           | Reino Unido                       |
| 1966 | Everyday Courage                        | Každý den odvahu                           | Evald Schorm              | Tchecoslováquia                   |
| 1967 | Entranced Earth                         | Terra em Transe                            | Glauber Rocha             | Brasil                            |
| 1968 | The Visionaries                         | I visionari                                | Maurizio Ponzi            | Itália                            |
| 1969 | Charles, Dead or Alive                  | Charles mort ou vif                        | Alain Tanner              | Suíça                             |
| 1969 | Those Who Wear Glasses                  | Szemüvegesek                               | Sándor Simó               | Hungria                           |
| 1969 | Three Sad Tigers                        | Tres tristes tigres                        | Raoul Ruiz                | Chile                             |
| 1969 | No Crossing Under Fire                  | V ogne broda net                           | Gleb Panfilov             | União Soviética                   |
| 1970 | End of the Road                         |                                            | Aram Avakian              | Estados Unidos                    |
| 1970 | Lilika                                  |                                            | Branko Pleša              | Iugoslávia                        |
| 1970 | This Passing Life                       | Mujo                                       | Akio Jissoji              | Japão                             |
| 1970 | Oh, Sun                                 | Soleil O                                   | Med Hondo                 | França / Mauritânia               |
| 1971 | They Have Changed Their Face            | Hanno cambiato faccia                      | Corrado Farina            | Itália                            |
| 1971 | On the Point of Death                   | In punto di morte                          | Mario Garriba             | Itália                            |
| 1971 | The Friends                             | Les amis                                   | Gérard Blain              | França                            |
| 1971 | Private Road                            |                                            | Barney Platts-Mills       | Reino Unido                       |
| 1971 | Signs on the Road                       | Znaki na drodze                            | Andrzej Piotrovsky        | Polônia                           |
| 1972 | Bleak Moments                           |                                            | Mike Leigh                | Reino Unido                       |
| 1973 | The Illumination                        | Iluminacja                                 | Krzysztof Zanussi         | Polônia                           |
| 1974 | 25 Fireman's Street                     | Tüzoltó utca 25.                           | István Szabó              | Hungria                           |
| 1975 | The Son of Amir Is Dead                 | Le Fils d'Amr est mort                     | Jean-Jacques Andrien      | Bélgica / França / Tunísia        |
| 1976 | Le grand soir                           | Le grand soir                              | Francis Reusser           | Suíça                             |
| 1977 | Antonio Gramsci: The Days of Prison     | Antonio Gramsci: i giorni del carcere      | Lino Del Fra              | Itália                            |
| 1978 | The Idlers of the Fertile Valley        | I tembelides tis eforis koiladas           | Nikos Panayotopoulos      | Grécia                            |
| 1979 | The Herd                                | Sürü                                       | Zeki Ökten                | Turquia                           |
| 1980 | To Love the Damned                      | Maledetti vi amerò                         | Marco Tullio Giordana     | Itália                            |
| 1981 | The Vicious Circle                      | Chakra                                     | Rabindra Dharmaraj        | Índia                             |
| 1982 | Não foi atribuído prémio                |                                            |                           |                                   |
| 1983 | Adj király katonát!                     | Adj király katonát!                        | Pal Erdöss                | Hungria                           |
| 1984 | Stranger Than Paradise                  |                                            | Jim Jarmusch              | Estados Unidos / Alemanha         |
| 1985 | Alpine Fire                             | Höhenfeuer                                 | Fredi M. Murer            | Suíça                             |
| 1986 | Lake of Constance                       | Jezioro Bodenskie                          | Janusz Zaorski            | Polônia                           |
| 1987 | The Jester                              | O Bobo                                     | José Álvaro Morais        | Portugal                          |
| 1988 | Distant Voices, Still Lives             |                                            | Terence Davies            | Reino Unido                       |
| 1988 | Schmetterlinge                          |                                            | Wolfgang Becker           | Alemanha                          |
| 1989 | Why Has Bodhi-Dharma Left for the East? | Dharmaga tongjoguro kan kkadalgun          | Yong-kyun Bae             | Coreia do Sul                     |
| 1990 | Accidental Waltz                        | Sluchaynyy Vals                            | Svetlana Proskurina       | União Soviética                   |
| 1991 | Johnny Suede                            |                                            | Tom DiCillo               | França / Estados Unidos / Suíça   |
| 1992 | Autumn Moon                             | Qiu yue                                    | Clara Law                 | Hong Kong / Japão                 |
| 1993 | Azghyin ushtykzyn'azaby                 |                                            | Yermek Shinarbayev        | Cazaquistão                       |
| 1994 | The Jar                                 | Khomreh                                    | Ebrahim Forouzesh         | Irã                               |
| 1995 | RAI                                     |                                            | Thomas Gilou              | França                            |
| 1996 | Nenette and Boni                        | Nénette et Boni                            | Claire Denis              | França                            |
| 1997 | The Mirror                              | Ayneh                                      | Jafar Panahi              | Irã                               |
| 1998 | Mr. Zhao                                | Zhao xiansheng                             | Yue Lü                    | China / Hong Kong                 |
| 1999 | Peau d’homme, cœur de bête              | Peau d’homme, cœur de bête                 | Hélène Angel              | França                            |
| 2000 | Father                                  | Baba                                       | Shuo Wang                 | China                             |
| 2001 | Off to the Revolution by a 2CV          | Alla rivoluzione sulla due cavalli         | Maurizio Sciarra          | Itália                            |
| 2002 | The Longing                             | Das Verlangen                              | Iain Dilthey              | Alemanha                          |
| 2003 | Silent Waters                           | Khamosh Pani                               | Sabiha Sumar              | Paquistão / França / Alemanha     |
| 2004 | Private                                 |                                            | Saverio Costanzo          | Itália                            |
| 2005 | Nine Lives                              |                                            | Rodrigo García            | Estados Unidos                    |
| 2006 | Das Fräulein                            |                                            | Andrea Staka              | Suíça / Alemanha                  |
| 2007 | The Rebirth                             | Ai no yokan                                | Masahiro Kobayashi        | Japão                             |
| 2008 | Parque vía                              |                                            | Enrique Rivero            | México                            |
| 2009 | She, a Chinese                          |                                            | Xiaolu Guo                | Reino Unido / França / Alemanha   |
| 2010 | Winter Vacation                         | Han jia                                    | Hongqui Li                | China                             |
| 2011 | Back to Stay                            | Abrir puertas y ventanas                   | Milagros Mumenthaler      | Argentina / Suíça / Países Baixos |
| 2012 | The Girl from Nowhere                   | La fille de nulle part                     | Jean-Claude Brisseau      | França                            |
| 2013 | Story of My Death                       | Història de la meva mort                   | Albert Serra              | Espanha / França                  |
| 2014 | From What Is Before                     | Mula sa Kung Ano ang Noon                  | Lav Diaz                  | Filipinas                         |
| 2015 | Right Now, Wrong Then                   | Jigeumeun matgo geuttaeneun teullida       | Hong Sang-soo             | Coreia do Sul                     |
| 2016 | Godless                                 | Безбог                                     | Ralitza Petrova           | Bulgária / Dinamarca / França     |
| 2017 | Mrs. Fang                               | 方绣英                                     | Wang Bing                 | China / França / Alemanha         |
| 2018 | A Land Imagined                         | 幻土                                       | Yeo Siew Hua              | Singapura / Holanda / França      |
| 2019 | Vitalina Varela                         | Vitalina Varela                            | Pedro Costa               | Portugal                          |
| 2021 | Vengeance Is Mine, All Others Pay Cash  | Seperti Dendam, Rindu Harus Dibayar Tuntas | Edwin                     | Indonésia / Singapura / Alemanha  |
| 2022 | Rule 34                                 | Regra 34 (filme)                           | Julia Murat               | Brasil / França                   |

## Galeria de fotos
Durante o Festival:

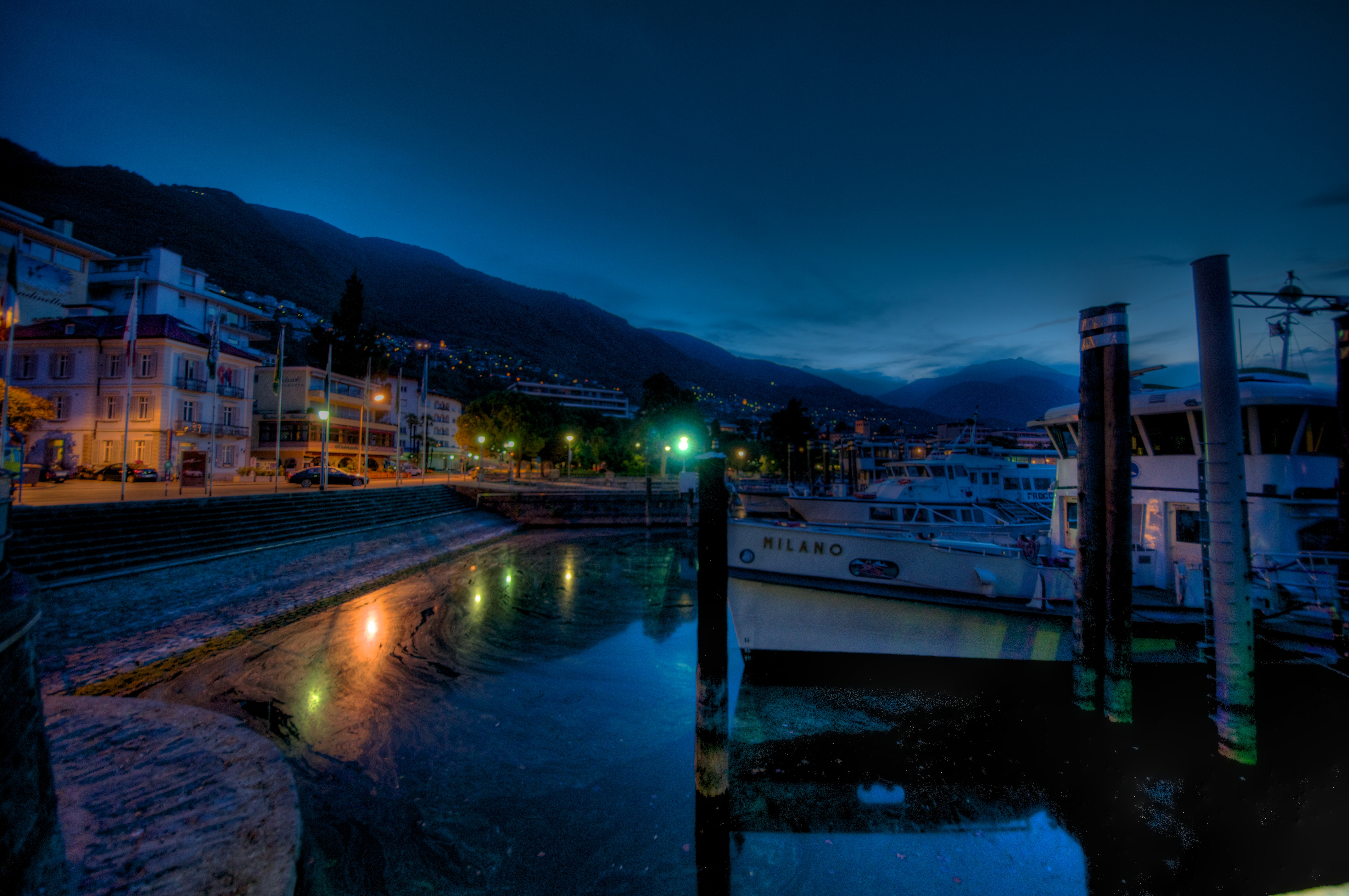
Locarno durante a noite.
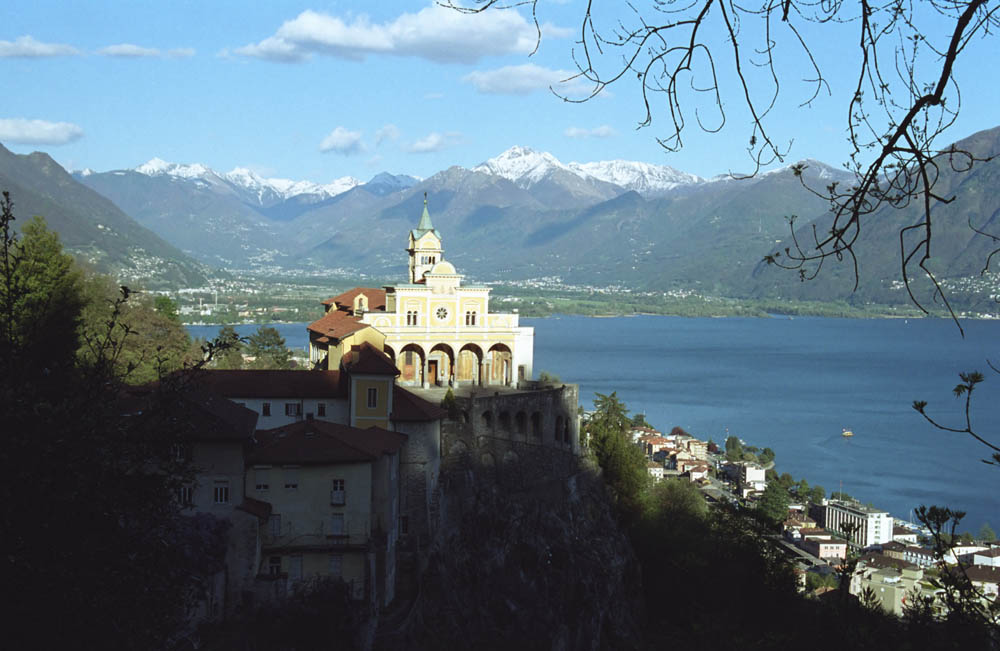
La região de Locarno por Madonna del Sasso.
- Cadeiras na Piazza.
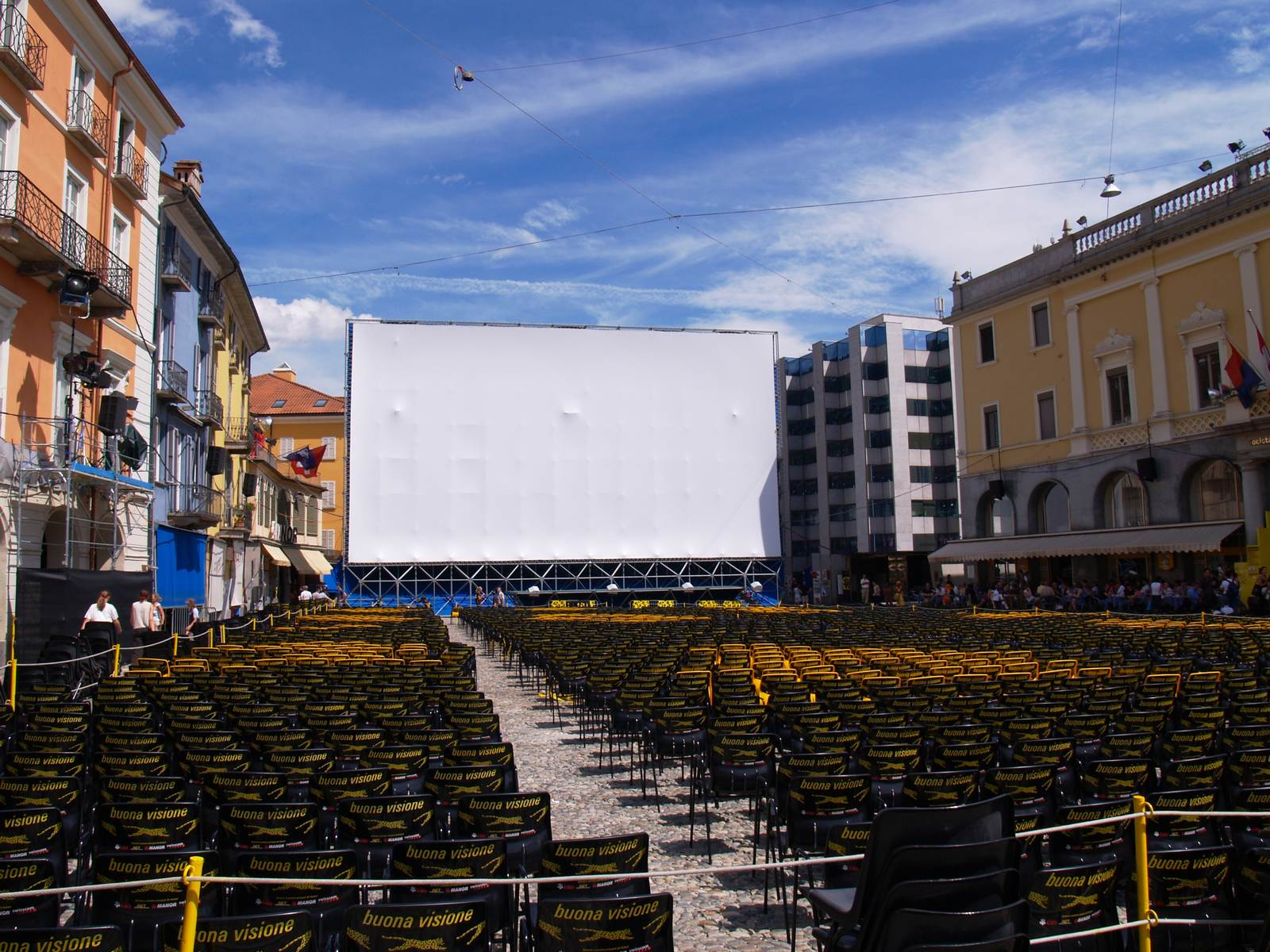
A tela em Piazza Grande.
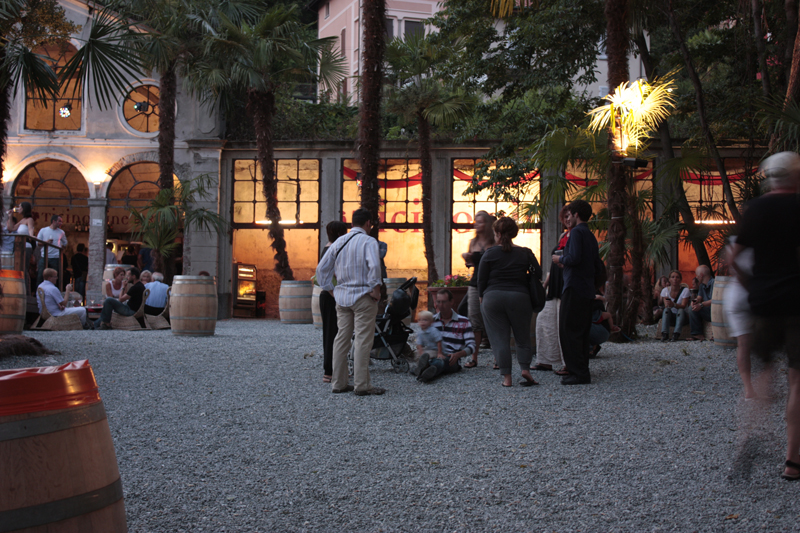
Noite no Festival, Locarno City Garden.
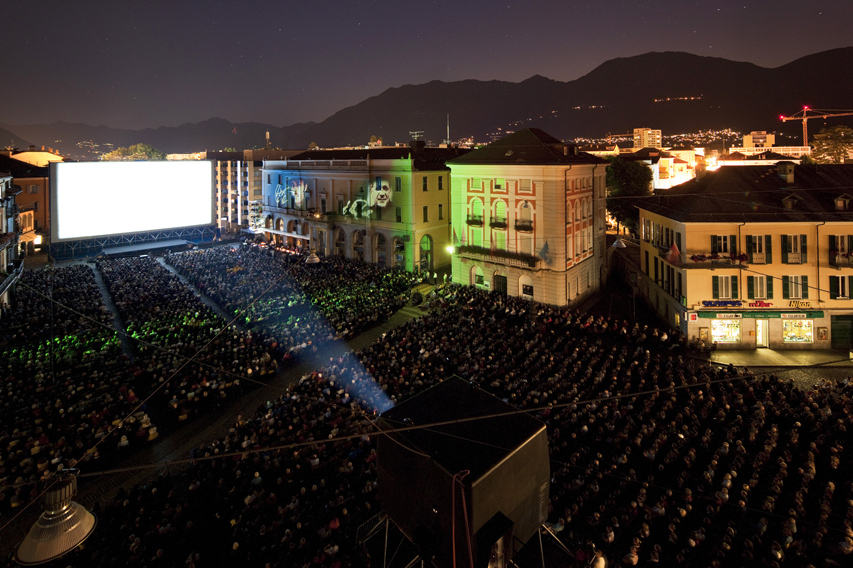
Piazza Grande durante a projecão Festival